# Pycnodonte
Genre
Synonymes
- genre Notostrea Finlay, 1928[2]
- genre Pycnodonta[2]
- sous-genre Pycnodonte (Notostrea) Finlay, 1928[2]

Pycnodonte est un genre d'espèces, vivantes et éteintes, de mollusques bivalves de la famille des Gryphaeidae et de la sous-famille des Pycnodonteinae. Les fossiles de plusieurs espèces éteintes s'accumulent fréquemment dans les sédiments pour former des lumachelles.

## Systématique
- Le genre Pycnodonte a été décrit par le naturaliste russe d'origine saxonne Gotthelf Fischer von Waldheim en 1835.
- L'espèce type pour le genre est Pycnodonte radiata.

## Taxinomie
Selon World Register of Marine Species (9 janvier 2015) :
- Pycnodonte radiata Fischer von Waldheim, 1835 †
- Pycnodonte taniguchii Hayami & Kase, 1992

Selon Paleobiology Database (9 janvier 2015) :
- Pycnodonte belli (Stephenson, 1941) †
- Pycnodonte callifera (Lamarck, 1819) † - Europe
- Pycnodonte convexa(Say, 1820) †
- Pycnodonte kansasense Bottjer †
- Pycnodonte (Phygraea) mutabilis (Morton, 1828) †
- Pycnodonte newberryi (Stanton)  †
- Pycnodonte radiata (Fischer von Waldheim, 1835) †
- Pycnodonte roanokensis (Cragin, 1893) †
- Pycnodonte vesicularis (Lamarck, 1806) †
- Pycnodonte wardi (Hill and Vaughan, 1898) †

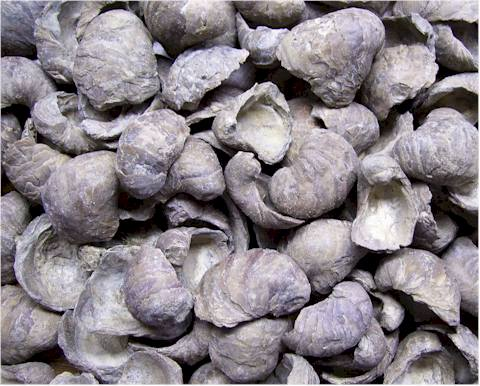
Pycnodonte newberryi
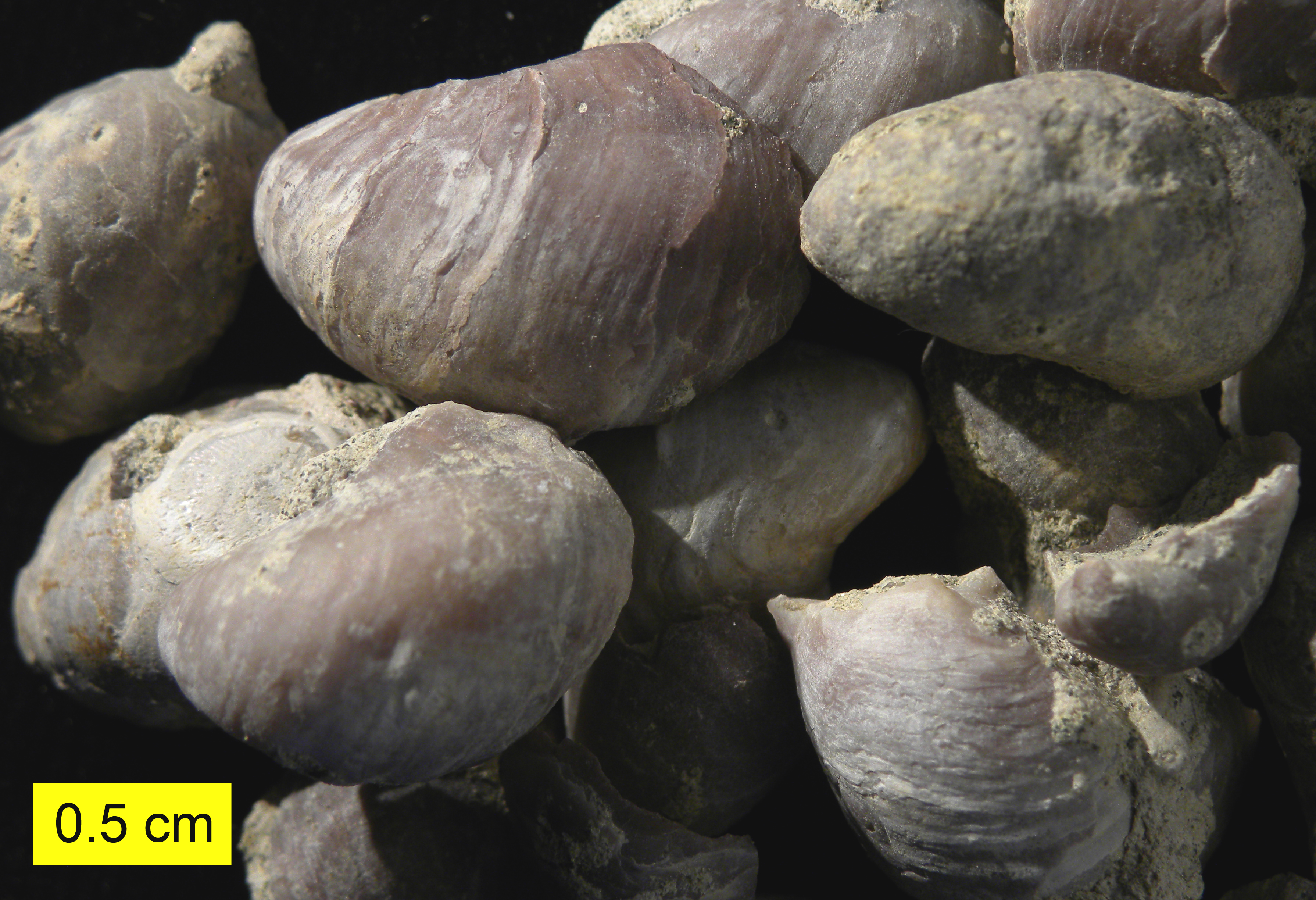
Pycnodonte pulaskiensis
Pycnodonte vesicularis